# Поташка
Пота́шка — село в Артинском городском округе Свердловской области России. Расположено в 32 километрах от районного и окружного центра — посёлка городского типа Арти. Являлось частью бывшего Поташкинского сельского совета. Главой села является Козулин Виктор Владимирович.

## История
Село основано около 1769 года. В 1795 году упоминается[где?] как «село Покровское, Поташки тож». В 1816 году в селе Поташинском жили 1004 человека. Территория основана выходцами из Златоустовской, Крестовоздвиженской, Торговижской и Суксунской волостей Красноуфимского уезда. Существует предание о том, что основателем села был башкир по имени Поташ, но эта версия подвергается сомнению и считается выдумкой.

## Население
| 2002 | 2010 | 2021 |
| ---- | ---- | ---- |
| 843  | ↘728 | ↘490 |